# 馬拉茲吉爾特
馬拉茲吉爾特（庫爾德語：Milazgird）是一座土耳其东部城市，旧称曼齐克特（中古希腊语：Manzikert，也译作曼兹克特、曼齐刻尔特），现时由穆什省負責管轄，距離凡湖50公里，面積1,527平方公里，主要經濟活動有農業和畜牧業，2008年人口20,110。
1071年拜占庭帝国与塞尔柱突厥曾经在这里爆发过曼齐克特战役，战败的拜占庭帝国之后在防禦體系失靈的情況下遭到塞爾柱邊境的流民快速滲透，數年內便丟失了整個安納托利亞。